# Sonqi Tino
Sonqi Tino est une petite église de la Nubie chrétienne datant du Xe siècle. Les fouilles menées de 1967 à 1970 par une équipe dirigée par Sergio Donadoni avec le financement du Conseil national de la recherche et du Saint-Siège révélèrent de magnifiques fresques. Elles furent prélevées et restaurées par les ateliers des Offices à Florence. Après restauration, elles furent réparties entre le Museo del Vicino Oriente de l'Université Sapienza à Rome et le Musée national du Soudan.

## Historique des fouilles et des restaurations
Durant les années 1960, l'UNESCO a fait appel à de nombreuses équipes d'archéologues afin de sauver un maximum de monuments avant leur submersion par le lac Nasser, En 1967, l'Université Sapienza est chargée de réaliser les fouilles de l'église de Sonqi Tino, église remarquable par la richesse de ses fresques. Sergio Donadoni prend la direction des campagnes archéologiques, elles seront au nombre de quatre entre 1967 et 1970. L'église fait l'objet d'un étude architecturale et historique, les fresques sont déposées et envoyées en Italie pour restauration et les environs de l'église sont fouillés (habitations proches, cimetière et village fortifié de Diff au sud de l'église).

## L'église
Avant sa submersion, l'église était située sur un plateau sableux surplombant le Nil. Il s'agit d'un bâtiment construit en briques d'argile de 8,30 x 9,30 m. Son architecture suit un plan cruciforme à neuf pièces, Haikal et presbyterium (prothesis et diakonikon) à l'est, naos au centre face au haikal, un bas côté au nord, et une pièce fermée au sud-ouest avec un escalier menant au toit. Deux pièces furent ajoutées assez tardivement à l'ouest,elles étaient destinées à accueillir les pèlerins (xenodocheion). L'église disposait de deux entrées, l'une au nord, l'autre au sud. Le naos était recouvert d'un dôme, les autres pièces, de voutes en berceau. Les premières phases de construction de l'église remonteraient au Xe siècle.
L'église aurait été dédiée à Michael (inscription ΜΙΧΑΗΛ sur l'autel dans le Haikal).

## Les peintures murales
Une reconstitution 3D permet de visualiser la disposition des peintures murales dans l'église.
Les peintures ornaient toutes les pièces excepté les deux salles situées à l'ouest : 
- le Christ protégeant le roi Georgios II sur le mur du fond de la nef (à l'ouest),
- la Sainte-Trinité sur un pilier sud de la nef,
- les trois hébreux dans la fournaise sur les murs du bras sud du plan cruciforme,
- la nativité sur les murs du bras nord du plan cruciforme.

Ces peintures ont été datées de la seconde moitié du Xe siècle.